# Platyspathius europaeus
Platyspathius europaeus är en stekelart som beskrevs av Van Achterberg 2003. Platyspathius europaeus ingår i släktet Platyspathius och familjen bracksteklar. Inga underarter finns listade i Catalogue of Life.